# Aanslag Island of Peace op 13 maart 1997
Op 13 maart 1997 opende een Jordaanse grenssoldaat vanaf een wachttoren het vuur op een groep van 40 tot 50 Israëlische schoolmeisjes in de leeftijd van 13 tot 14 jaar die op excursie waren naar het Island of Peace (Eiland van de Vrede), een schiereiland aan de rivier de Jordaan nabij de Israëlische grens met Jordanië.
De motieven van soldaat Dakamseh, die op dat ogenblik 30 jaar oud was zijn nooit duidelijk geworden. De toenmalige koning Hussein kortte zijn bezoek aan Europa in en veroordeelde de aanval. Later reisde hij naar Israël om zijn medeleven te betuigen aan de families van de vermoorde schoolmeisjes.